# Himmelfahrt
Himmelfahrt (en español Ascensión) es el tercer álbum de la banda alemana Megaherz. El disco fue el primer álbum de la banda en aparecer en los rankings alemanes, debutando en el puesto número 78.
El título del disco hace alusión a la solemnidad cristiana que se celebra cuarenta días después del domingo de resurrección y que conmemora la ascensión de Jesucristo al cielo. Sin embargo, en el contexto de la letra de la canción, se utiliza como metáfora para referirse a una situación en la cual las chances de sobrevivir se reducen a prácticamente cero. La banda utilizó el término misión suicida en la traducción oficial.
La canción «Windkind» se basa, al igual que otras de sus canciones, en un cuento infantil alemán. Por otra parte, «Das Licht am Ende der Welt» fue regrabada y relanzada posteriormente en el disco Heuchler.

## Lista de canciones
| N.º | Título                       | Traducción               | Duración |  |
| 1.  | «Du Oder Ich»                | Tú o yo                  | 3:33     |  |
| 2.  | «Himmelfahrt»                | Ascensión                | 6:01     |  |
| 3.  | «Showdown»                   | Confrontación            | 4:04     |  |
| 4.  | «Mensch-Maschine»            | Hombre máquina           | 4:07     |  |
| 5.  | «Windkind»                   | Niño del viento          | 3:44     |  |
| 6.  | «Falsche Götter»             | Dioses falsos            | 4:40     |  |
| 7.  | «Ruf mich an»                | Llámame                  | 3:38     |  |
| 8.  | «Hurra - Wir Leben Noch»     | Hurra - todavía vivimos  | 4:43     |  |
| 9.  | «Das Licht am Ende der Welt» | La luz del fin del mundo | 4:23     |  |
| 10. | «Beiss mich»                 | Muérdeme                 | 4:01     |  |
| 11. | «Tötet Den DJ»               | Maten al DJ              | 4:27     |  |
| 12. | «Tanz auf dem Vulkan»        | Baila en el volcán       | 5:41     |  |